# Donal Logue
Donal Francis Logue, född 27 februari 1966 i Ottawa, Ontario, är en kanadensisk skådespelare. Han är mest känd för sin roll som Sean Finnerty i TV-serien Freaky Finnertys (Grounded for Life). 

## Filmografi i urval
- 1992 – Sneakers
- 1993 – Gettysburg
- 1993 – Himmel och jord (ej krediterad)
- 1994 – Unga kvinnor
- 1994 – Skamgrepp
- 1995 – 3 ninjas på krigsstigen
- 1995 – Miami Rhapsody
- 1996 – Jerry Maguire
- 1996 – Öga för öga
- 1996 – En djävulsk plan
- 1996 – Hej Gud
- 1996 – The Grave
- 1997 – Metro
- 1997 – Glam
- 1997–1999 – Advokaterna (TV-serie) (fem avsnitt)
- 1998 – Blade
- 1998 – Den tunna röda linjen (ej krediterad)
- 1999 – Runaway Bride
- 1999 – The Big Tease
- 1999 – The Opportunists
- 2000 – Patrioten
- 2000 – Dubbelspel
- 2000 – The Million Dollar Hotel
- 2000 – The Tao of Steve
- 2000 – Takedown
- 2000 – Steal This Movie
- 2001–2005 – Freaky Finnertys (TV-serie) (91 avsnitt)
- 2003 – American Splendor
- 2003 – Confidence
- 2003 – Two Days
- 2003–2005 – Cityakuten (TV-serie) (elva avsnitt)
- 2005 – Just Like Heaven
- 2006 – The Ex
- 2006 – Pojkar vill... Killar kan!
- 2006 – Haja läget! (röst)
- 2007 – Zodiac
- 2007 – Ghost Rider
- 2007 – Purple Violets
- 2007 – The Good Life
- 2007 – The Knights of Prosperity (TV-serie) (13 avsnitt)
- 2008 – Max Payne
- 2008–2009 – Life (TV-serie) (21 avsnitt)
- 2009 – The Lodger
- 2010 – Charlie St. Cloud
- 2010 – Terriers (TV-serie) (13 avsnitt)
- 2011 – Shark Night 3D
- 2012 – Silent Night
- 2012 – Haja läget! 2 (röst)
- 2012–2013 – Sons of Anarchy (TV-serie) (sju avsnitt)
- 2013 – Copper (TV-serie) (tolv avsnitt)
- 2013 – CBGB
- 2013–2014 – Vikings (TV-serie) (tolv avsnitt)
- 2014–2019 – Gotham (TV-serie) (100 avsnitt)
- 2014–2022 – Law & Order: Special Victims Unit (TV-serie) (nio avsnitt)
- 2015 – The Intruders
- 2018 – The Cloverfield Paradox
- 2020 – Dummy (TV-serie) (sex avsnitt)
- 2021 – Resident Evil: Welcome to Raccoon City
- 2021 – Departure (TV-serie) (sex avsnitt)
- 2022–2024 – The Equalizer (TV-serie) (sex avsnitt)
- 2025 – Duster (TV-serie)